# Xvid
Xvid ist eine freie Implementierung des MPEG-4-Videocodecs, der ursprünglich auf dem OpenDivX-Quelltext basierte. Der zugrunde liegende Quellcode von OpenDivX stammte wiederum aus der MPEG-4-Referenzimplementierung des EU-Projekts MoMuSys. Das Xvid-Projekt wurde von mehreren freiwilligen Programmierern gestartet, nachdem der Quellcode von OpenDivX geschlossen wurde. Der Name des Projekts ist ein Anagramm des Namens DivX. Durch den unverschlüsselt veröffentlichten Quelltext von OpenDivX erhielten die Programmierer die Möglichkeit, den Codec in den grundlegenden Eigenschaften zu verändern und zu optimieren.
Wegen patentrechtlicher Schwierigkeiten werden keine offiziellen kompilierten Versionen des Quelltextes vom Xvid-Team bereitgestellt. Ein kommerzieller Vertrieb von Xvid ist möglich, solange die GPL-Bedingungen geflissentliche Beachtung finden. In einigen Staaten wie den USA oder Japan fallen zusätzlich Gebühren für die oben angeführten Patente an.
Ab der Version 1.1.3 vom 29. Juni 2007 wird das MPEG-4 Teil 2: Visual Advanced Simple Profile unterstützt. Das bedeutet, dass Xvid Advanced-Simple-Profile-Features wie B-Frames, Quarter Pixel Motion Compensation (QPel), Global Motion Compensation (GMC) und Custom-Quantizer-Matrizen ermöglicht. Der Codec unterstützt dabei den H.263-Standard, bisher jedoch nicht den effizienteren H.264/AVC-Standard (Stand 2020).

## Geschichte
Im Januar 2001 gründete DivXNetworks OpenDivX als Teil des Projektes Mayo, welches Open-Source-Multimedia-Projekte beherbergen sollte. OpenDivX war ein Open-Source-MPEG-4-Videocodec, der von Grund auf neu geschrieben wurde; allerdings wurde der Code unter eine eingeschränkte Lizenz gestellt, und nur Mitglieder des DivX Advanced Research Centre (DARC) hatten Schreibzugriff zum CVS. Im Frühjahr 2001 schrieb DARC-Mitglied Sparky eine verbesserte Version des Encoderkerns, genannt encore2, welcher dann ohne Vorwarnung vom CVS entfernt wurde. Die Erklärung von Sparky war: „Wir (unsere Vorgesetzten) entschieden, dass wir noch nicht bereit sind, es der Öffentlichkeit zu zeigen“ (übersetzt).
Im Juli 2001 fingen die Entwickler an, sich über einen Mangel an Aktivität in dem Projekt zu beschweren, da die letzte Quelltextveränderung schon Monate her war, Verbesserungen von Programmfehlern ignoriert wurden und die versprochene Dokumentation nicht erschienen war. Kurz danach veröffentlichte DARC eine Beta-Version ihres Closed Source und kommerziellen DivX-4-Codecs, welches auf encore2 basierte, mit der Erklärung „Was die Community wirklich will, ist ein Winamp, nicht ein Linux“ (übersetzt). Manche warfen DivXNetworks vor, OpenDivX nur gestartet zu haben, um anderer Leute Ideen zu sammeln und sie dann in ihrem DivX-4-Codec zu benutzen; manche waren enttäuscht, dass die Codeentwicklung stagniert hatte, wollten aber daran weiter arbeiten, während wieder andere wütend darüber waren, wie DivXNetworks ein sogenanntes Open-Source-Projekt handhabt. Danach wurde ein Fork von OpenDivX erstellt, der die letzte Version von encore2 verwendete, der zum Download bereitstand, bevor er entfernt wurde. Seitdem wurde der gesamte OpenDivX-Code ersetzt und Xvid unter der GPL veröffentlicht und weiterentwickelt.

## Sigma-Designs-Kontroverse
Im Juli 2002 veröffentlichte Sigma Designs einen MPEG-4-Videocodec, genannt REALmagic MPEG-4 Video Codec. Nach kurzer Zeit fand man heraus, dass er einen Teil des Xvid-Codes enthielt. Sigma Designs wurde benachrichtigt und bestätigte, dass ein Programmierer REALmagic auf Xvid aufgebaut hatte – versicherte aber auch den GPL-Code zu ersetzen, um Urheberrechtsverletzungen zu vermeiden.
Als Sigma Designs den angeblich neugeschriebenen REALmagic-Codec veröffentlichte, haben ihn die Xvid-Entwickler erneut dekompiliert und festgestellt, dass dieser immer noch Xvid-Code enthielt; nur umgestellt, in einem Versuch, die Herkunft zu verschleiern. Die Xvid-Entwickler entschieden sich daraufhin, ihre Arbeit an Xvid auszusetzen und an die Öffentlichkeit zu gehen, um Sigma Designs zu zwingen, die Bestimmungen der GPL einzuhalten. Nachdem Slashdot und The Inquirer darüber berichteten, stimmte Sigma Designs zu, den Quelltext für ihren REALmagic MPEG-4 Video Codec zu öffnen.

## Encoder
Bei der Installation des Xvid-Pakets wird ein Encoder mitinstalliert, der es ermöglicht, Dateien einfach in den MPEG4-Standard umzuwandeln.
Um Videos als Xvid zu kodieren, können zum Beispiel die Programme VirtualDub, Avidemux, MEncoder oder FFmpeg eingesetzt werden.